# Fissicalyx
Fissicalyx es un género monotípico de plantas con flores  perteneciente a la familia Fabaceae. Su única especie:  Fissicalyx fendleri, es originaria de América desde Panamá hasta Brasil.

## Taxonomía
Fissicalyx fendleri fue descrita por George Bentham y publicado en Journal of the Proceedings of the Linnean Society 5: 79. 1861.
Sinonimia
- Monopteryx jahnii Pittier[2]